# Byttneria beccarii
Byttneria beccarii là một loài thực vật có hoa trong họ Cẩm quỳ. Loài này được Warb. mô tả khoa học đầu tiên năm 1922.